# Giuseppe Verdi

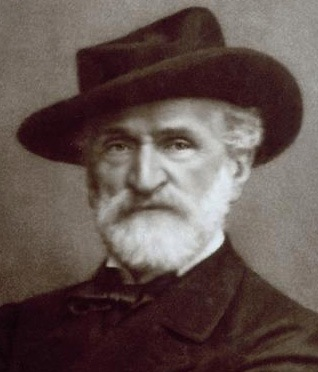
Giuseppe Verdi, Fotografie von Giacomo Brogi

Giuseppe Fortunino Francesco Verdi (* 9. oder 10. Oktober 1813 in Le Roncole; † 27. Januar 1901 in Mailand) war ein italienischer Komponist der Romantik, der vor allem durch seine Opern, darunter Rigoletto, Otello und Falstaff, berühmt wurde.

## Leben

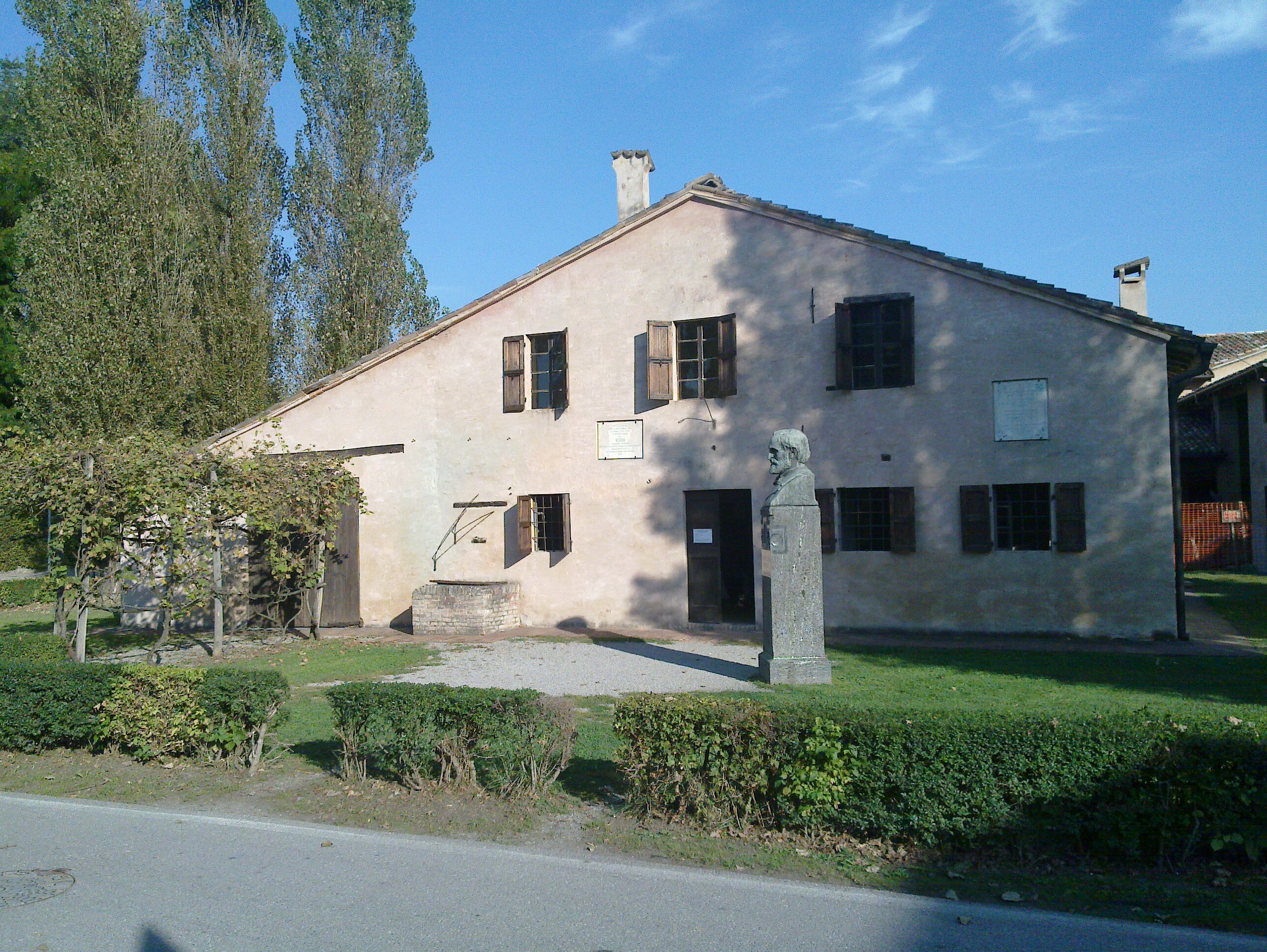
Verdis Geburtshaus in Roncole Verdi

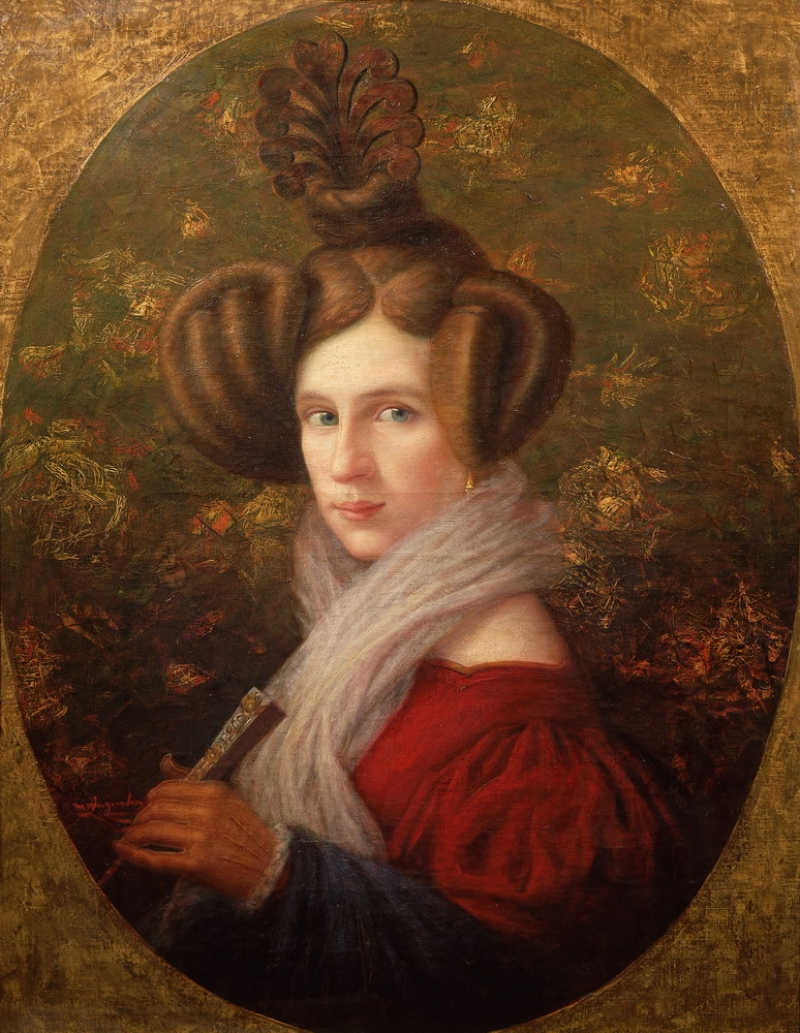
Margherita Barezzi, Verdis erste Ehefrau

Ob Giuseppe Verdi am 9. oder am 10. Oktober geboren wurde, ist nicht ganz klar. Ins Taufregister wurde am 11. Oktober eingetragen, er sei am vorherigen Abend geboren (infantem natum heri vespere hora octava). Verdi selbst sah den 9. Oktober als seinen Geburtstag an. Da man früher die Tage von Sonnenuntergang bis Sonnenuntergang rechnete, ist auch diese Deutung des Taufbucheintrages möglich. Verdi wurde in einfachen Verhältnissen (sein Vater Carlo war Gastwirt und Kleinbauer, seine Mutter Louise Uttini war Spinnerin) im Ort Le Roncole im Herzogtum Parma (heute Roncole Verdi) geboren. Das Französische Kaiserreich hatte sich das Herzogtum von 1808 bis 1814 einverleibt, weshalb das Kind im Geburtsregister als „Joseph Fortunin François Verdi“ erschien.
Verdis außergewöhnliches Talent fiel früh auf, und er erhielt vom Organisten im nahe gelegenen Busseto musikalischen Unterricht. 1823 wurde er mit Unterstützung eines musikverständigen Mäzens, des Kaufmanns Antonio Barezzi in Busseto, in das dortige Gymnasium aufgenommen. Bald vertrat er den Dorforganisten in der Kirche. Nachdem ihn das heute nach ihm benannte Konservatorium Mailand 1832 abgelehnt hatte, wurde er – wiederum mit Barezzis Unterstützung – Privatschüler von Vincenzo Lavigna, einem Schüler von Giovanni Paisiello.
1834 wurde er Organist und 1835 Musikdirektor in Busseto. Im Mai 1836 heiratete er Barezzis Tochter Margherita. Aus der Ehe gingen zwei Kinder hervor, die beide in ihrem zweiten Lebensjahr starben: die Tochter Virginia Maria Luigia (* 26. März 1837; † 12. August 1838) und der Sohn Icilio Romano (* 11. Juli 1838; † 22. Oktober 1839). In diesen Jahren studierte Verdi intensiv nicht nur Kontrapunkt und die Grundlagen der Operngestaltung, sondern beschäftigte sich auch mit Politik und Literatur.
1838 ging Verdi erneut nach Mailand. Nach einem verschollenen, nicht aufgeführten Erstling unter dem Titel Rocester oder Lord Hamilton wurde im November 1839 seine Oper Oberto conte di San Bonifacio mit Erfolg an der Mailänder Scala aufgeführt. Im Juni 1840 starb Verdis Frau Margherita im Alter von 26 Jahren an einer Enzephalitis, als Verdi an seinem nächsten Werk arbeitete, der komischen Oper Un giorno di regno (1840). Die Aufführung wurde ausgepfiffen. Verdi, der den Tod seiner Frau und seiner Kinder tief betrauerte, beschloss deprimiert, das Komponieren aufzugeben.
Nach über einem Jahr konnte ihn jedoch Bartolomeo Merelli, der Direktor der Scala, zu einem weiteren Werk überreden: Nabucodonosor (1842; später Nabucco genannt). Diese Oper erwies sich als Sensationserfolg und Verdi wurde auch international als „führender italienischer Opernkomponist“ anerkannt. Die Abigaille der Uraufführung, Giuseppina Strepponi (Taufnamen: Clelia Maria Josepha, 1815–1897), wurde später Verdis Lebensgefährtin und zweite Ehefrau. Seit dem Erscheinen der ersten Verdi-Biographien im letzten Drittel des 19. Jahrhunderts wird behauptet, das unter Fremdherrschaft leidende italienische Volk habe sich mit dem in dieser Oper zum Ausdruck kommenden Freiheitsstreben der in babylonischer Gefangenschaft gehaltenen Juden identifiziert. So sei der bekannte Chor Va pensiero, sull'ali dorate („Steig, Gedanke, auf goldenen Flügeln“) eine Art italienische Nationalhymne, ein Protest gegen Tyrannei und politische Willkür gewesen. Dafür gibt es jedoch keine Belege.
In den folgenden sechs Jahren schrieb Verdi für seinen Lebensunterhalt in rascher Folge mehrere Opern, zunächst I Lombardi alla prima crociata („Die Lombarden auf dem ersten Kreuzzug“, 1843) und Ernani (1844). Diese beiden Opern stellten sich als große Erfolge heraus. Von den nächsten Werken schafften es jedoch nur Macbeth (1847) und Luisa Miller (1849) in das Standardrepertoire der großen Opernhäuser. In dieser Zeit schuftete er – nach eigenen Worten – wie ein Galeerensklave und gefährdete ernsthaft seine Gesundheit. Sein erklärtes Ziel war, genügend Mittel zu erwirtschaften, damit er sich früh als Gentleman auf ein Landgut zurückziehen könne – am besten in Sant’Agata nahe Roncole.

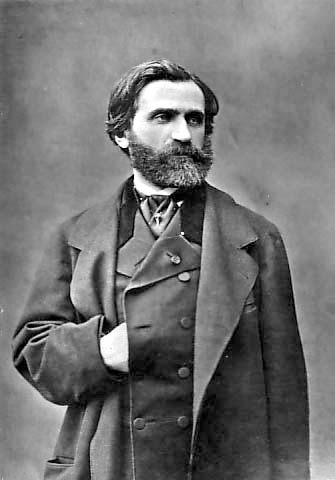
Giuseppe Verdi um 1850

La battaglia di Legnano („Die Schlacht von Legnano“, 1849) war Verdis glühende Antwort auf das Risorgimento, die Einheitsbewegung der Italiener, die dem Revolutionsjahr 1848 folgte; dieses Eifersuchtsdrama spielt vor dem geschichtlichen Hintergrund des Sieges der Liga der lombardischen Städte über Friedrich Barbarossa.
Nach dem Stiffelio (1850), der den Ehebruch einer evangelischen Pfarrersfrau thematisiert, folgten Rigoletto (1851), Il trovatore („Der Troubadour“, 1853) und La traviata (1853). Diese sog. Trilogia popolare („populäre Trilogie“) gilt als ein Höhepunkt in Verdis Schaffen und markiert den Durchbruch einer musikästhetischen Konzeption, die sich erstmals im Realismus des Macbeth angekündigt hatte. Die Werke festigten Verdis internationalen Ruhm und gehören noch heute weltweit zu den beliebtesten Opern.
Bei der Wahl seiner literarischen Vorlagen legte er hohe Maßstäbe an, ein Zeichen, dass seine Privatstudien in den dreißiger Jahren Früchte getragen hatten. Victor Hugo lieferte ihm die Vorlagen für Ernani und Rigoletto, Shakespeare für Macbeth, Lord Byron für I due Foscari („Die beiden Foscari“) und Il corsaro („Der Korsar“), Voltaire für Alzira und Friedrich Schiller für Giovanna d’Arco nach dem Drama Die Jungfrau von Orléans, I masnadieri („Die Räuber“) nach dem gleichnamigen Stück und schließlich Luisa Miller nach Kabale und Liebe. Auch Shakespeares King Lear beschäftigte ihn mehrfach in den folgenden Jahren, ohne dass es zu einer Komposition des Re Lear kam.
Nachdem Verdi 1847 in Paris anlässlich der Aufführung von Jérusalem (einer Überarbeitung der Lombardi) die Sängerin Giuseppina Strepponi (die Abigaille in der Uraufführung von Nabucco) wiedergetroffen hatte, verliebten sie sich und zogen bald zusammen. Diese Verbindung stieß vor allem in Busseto auf erheblichen Widerstand. Erst 1859 entschlossen sich Verdi und Strepponi zur Heirat.

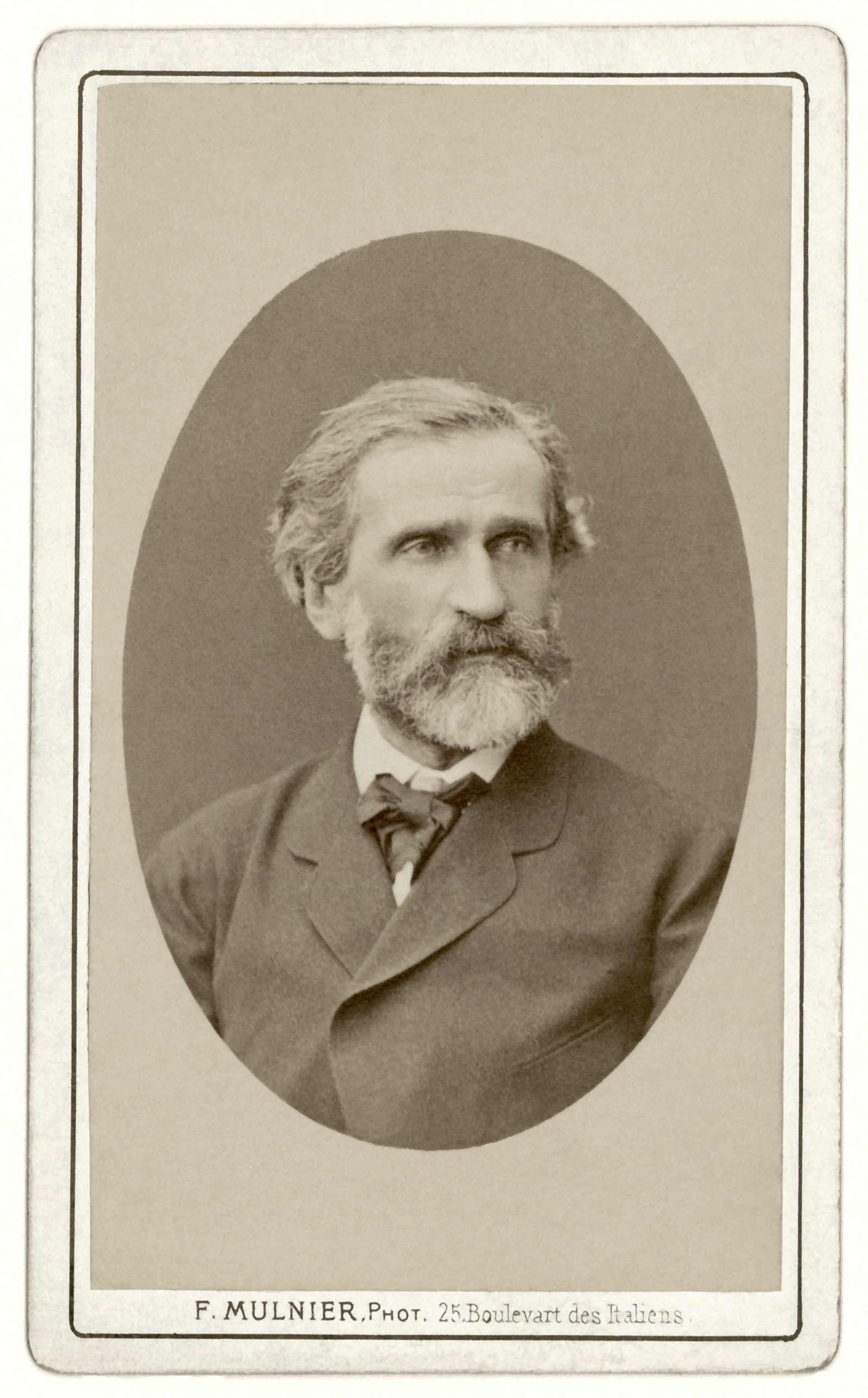
Giuseppe Verdi (ca. 1870)

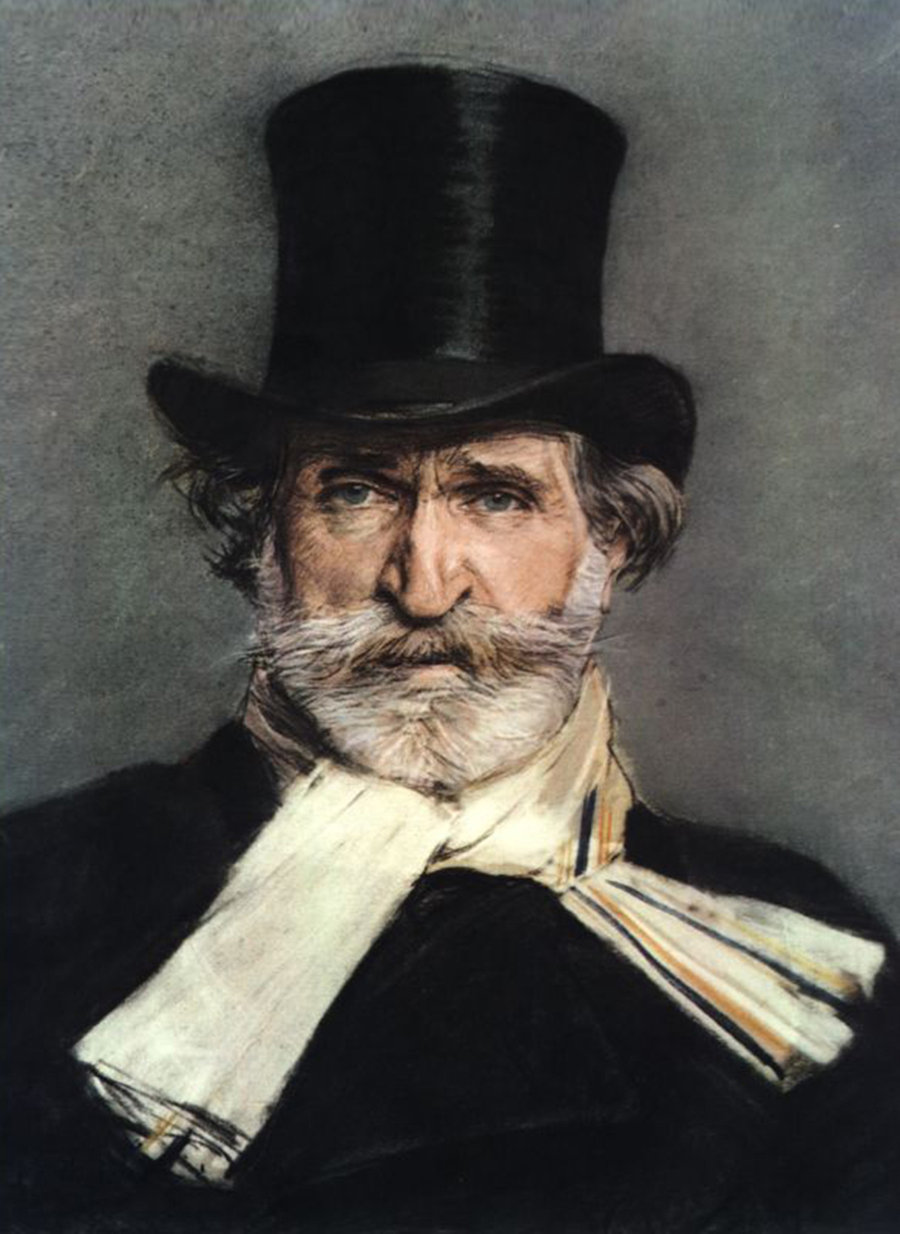
Giuseppe Verdi (Porträt von Giovanni Boldini, 1886)

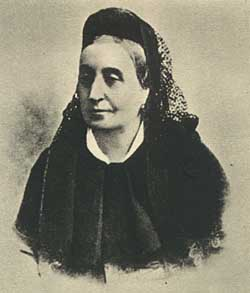
Verdis zweite Ehefrau Giuseppina Strepponi zwei Jahre vor ihrem Tod

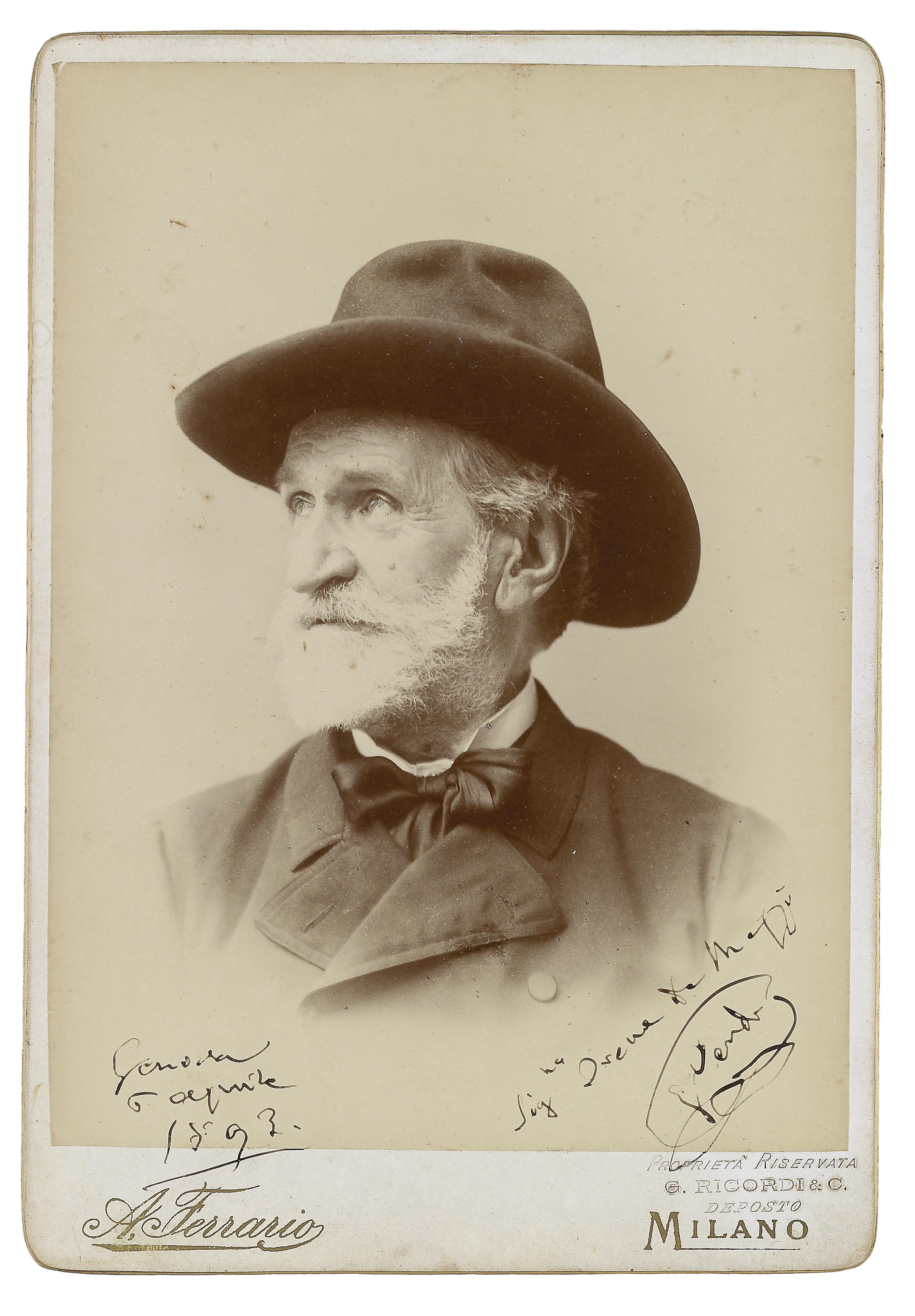
Giuseppe Verdi, Postkarte mit Widmung (1893)

Nach der Vereinigung Italiens ließ er sich 1861 von Graf Cavour zur Kandidatur für die Abgeordnetenkammer überreden, trat jedoch bald wieder zurück. Verdi war nun zur internationalen Berühmtheit geworden und arbeitete für die Pariser Oper (wo er mit Les vêpres siciliennes 1855 Giacomo Meyerbeer herausforderte), das Mariinski-Theater in St. Petersburg und die Weltausstellung in London, wo Verdis Inno delle nazioni („Hymne der Völker“) auf einen Text des jungen Arrigo Boito uraufgeführt wurde. Zu den in diesen Jahren komponierten Opern zählen Simon Boccanegra (1857), Aroldo (1857) als Neufassung des Stiffelio, Un ballo in maschera („Ein Maskenball“, 1859), La forza del destino („Die Macht des Schicksals“, 1862) und Don Carlos (1867). Hier zeigen sich seine Meisterschaft in der Melodieführung und in der musikalischen Gestaltung der Charaktere, die neugewonnene Freiheit bei Rezitativen und Arien und eine stärkere Betonung der Rolle des Orchesters als in seinem Frühwerk. Die Tiefe in der Charakterisierung – gerade der Frauenrollen – ist wohl auf seine Beziehung zu Giuseppina Strepponi zurückzuführen, die diesem zweifellos schwierigen Mann jederzeit bedingungslos zur Seite stand. In diesen Zeiten hatte Verdi immer wieder Schwierigkeiten mit der Zensur, die etwa einen Anschlag auf einen König (Rigoletto, Maskenball) als gefährlich ansah und umfangreiche Änderungen in der Dramaturgie erzwang. Während die für Paris komponierte Oper Les vêpres siciliennes („Die sizilianische Vesper“) in Italien wegen der Eingriffe der Zensur nur ein mäßiger Erfolg war, konnte er mit Don Carlos seinen Rivalen Meyerbeer überflügeln. Danach zog er sich zunächst vom Komponieren zurück. Allerdings überarbeitete er 1869 die für das Publikum in St. Petersburg geschriebene Oper La forza del destino für italienische Bühnen. Er hatte seine Honorare konsequent in sein Landgut Sant’Agata investiert und war mittlerweile finanziell unabhängig.
Im November 1869 wurde das Kairoer Opernhaus mit Verdis Rigoletto eingeweiht und wenige Tage später der Suezkanal eröffnet. Der ägyptische Vizekönig Ismail Pascha wünschte sich für die folgende Saison eine neue Oper von Verdi für sein Opernhaus. Doch erst im Juni 1870 stimmte Verdi zu und komponierte die Aida (die er also weder für die Eröffnung des Kairoer Opernhauses noch für die des Suezkanals geschaffen hat). Die Uraufführung fand 1871 in Kairo statt. Es war ein rauschender Erfolg, denn die Oper war ein Werk aus einem Guss. Verdi hatte seinem Librettisten Antonio Ghislanzoni ein detailliertes „Drehbuch“ vorgegeben und sogar auf die verwendeten Versmaße Einfluss genommen. 1873 komponierte er zum ersten Todestag des Schriftstellers und Freundes Alessandro Manzoni sein bedeutendstes Werk außerhalb des Bühnenschaffens, die Messa da Requiem. Bereits vorher schrieb er das Streichquartett e-Moll.
Danach betrachtete Verdi – enttäuscht vom Ausbleiben eines durchgreifenden sozialen Fortschritts in Italien – sich als Rentier und verwendete beträchtliche Zeit und Energie in die Erweiterung und Verbesserung seines Landgutes in Sant’Agata. „Bis Mitternacht bin ich noch Maestro Verdi, dann werde ich wieder zum Bauern.“ Verdi zog sich nun endgültig auf sein Landgut Sant’Agata zurück und widmete sich der Bewirtschaftung des Guts. Gleichzeitig setzte er sich für die Verbesserung der Infrastruktur seiner Umgebung ein. Er sah, dass viele seiner Nachbarn in eine ungewisse Zukunft auswanderten; das versuchte er zu verhindern. So wurden auf seine Initiative hin Straßen gebaut und ausgebessert, Gräben eingedämmt, Wälder wieder aufgeforstet, Bauernhäuser gebaut, selbst ein kleines Spital wurde gestiftet. Das Gut verließ Verdi nur noch selten, dann jedoch lediglich um Konzerte und Opern zu dirigieren.
In dieser Phase errichtete er auch die Casa di Riposo per Musicisti, ein Altersheim für ehemalige Musiker in Mailand (siehe unten). 1874 wurde Verdi zum Senator des Königreichs Italien ernannt.
Sein Verleger Giulio Ricordi allerdings wollte sich mit dem Erreichten nicht zufriedengeben; er arrangierte eine Zusammenarbeit mit dem inzwischen als Schriftsteller und Komponist berühmt gewordenen Arrigo Boito. So kam es, dass Verdi im Alter von über 70 Jahren seine wohl reifsten Opern schrieb. Als Test überarbeitete Boito – erfolgreich – das Libretto von Simon Boccanegra (die Oper wird noch heute in dieser Fassung aufgeführt). Nach langen Verzögerungen entstand dann 1887 Otello („Othello“) zu einem Libretto von Boito nach Shakespeares Tragödie. 1893 folgte als letzte Oper Falstaff, deren Libretto gleichfalls Boito nach der Vorlage Shakespeares verfasst hatte. Sie wurde in der Mailänder Scala uraufgeführt und gilt vielen als bedeutendste komische Oper überhaupt. Ihr durchschlagender Erfolg war in gewisser Weise ein Ausgleich für das Fiasko, das Verdi ein halbes Jahrhundert vorher mit Un giorno di regno an demselben Haus erlebt hatte. Er komponierte noch zwei geistliche Chorwerke, das Te Deum (1895) und Stabat mater (1897), die 1898 zusammen mit einem früher entstandenen Ave Maria und den Laudi alla Vergine Maria als Quattro pezzi sacri („Vier geistliche Stücke“) uraufgeführt wurden.
1897 verstarb seine Frau nach langer Krankheit. Am 21. Januar 1901, gegen 12 Uhr mittags, kurz nach dem Besuch des Arztes, erlitt Verdi eine Blutung im Bereich der Capsula interna, die zu einer Lähmung der rechten Körperhälfte führte. Nach schwerem Todeskampf starb Verdi am frühen Morgen des 27. Januar 1901. Verdi ist in der Casa Verdi in Mailand bestattet.

## Würdigung
Verdi ist als Opernkomponist der größte Gegenspieler Richard Wagners. Beide wurden im selben Jahr geboren und schufen nebeneinander Opernkonzepte, die aus der Nummernoper entstanden, unterschiedliche Wege über sich entwickelnde Parlando-Stile nahmen und die Opernkultur des 19. Jahrhunderts prägten. Bis heute gehören ihre Werke zum Kern des Repertoires großer Opernhäuser.
Verdi soll dreizehn Jahre unter einer depressiven Komponierhemmung gelitten haben, nachdem er Wagners Musik gehört hatte.
Verdi knüpfte an die Leistungen von Gioachino Rossini, Vincenzo Bellini, Saverio Mercadante und Gaetano Donizetti an, wandelte das Erreichte um und leitete eine Periode des ständigen Suchens, schließlich der dramaturgischen Vollendung und der Verfeinerung ein. Bei seinen ersten Opern blieb er noch in der Tradition des Belcanto, der die Eleganz der Sängerstimmen zu Lasten von Charakterisierung und Dramatik pflegte und dabei war, sich in Wiederholungen zu verlieren. Schritt für Schritt löste Verdi sich aber von diesem Konzept und gestaltete seine Werke als wahre Dramen, Aktion und Reaktion in packenden, außergewöhnlichen Situationen – dargestellt von Persönlichkeiten, die seine Musik in neuartiger Weise charakterisierte. So ist verständlich, dass ihn immer wieder Werke von Shakespeare und Schiller beschäftigten – Dramatikern von besonderem Rang.
Seine Opern sollen nicht ein Programm mit Symbolgehalt umsetzen; in ihrem Mittelpunkt steht das rein Menschliche in Tragik und Humor. Letzteres führte zur Einordnung in die Schublade namens „Realismus“. Die Orchestermusik erklingt zwar oft prachtvoll und raffiniert; sie tritt aber anders als bei Wagners Werken meist in den Hintergrund. Die Melodieführung – einfacher als bei seinen Vorgängern – ist Trägerin des dramatischen Ausdrucks.
Nachdem er sich von seinen Vorgängern gelöst hatte, strebte er zunächst nach der Grand opéra im Sinne Meyerbeers, die er jedoch selbst mit Gefühlsintensität und psychologisierender Charakterisierung wieder überwand. Der Narr Rigoletto, der sich zum Narren macht; die hexenartige Lady Macbeth; der unbeugsame Fiesco in Simon Boccanegra; neben der sich opfernden Violetta in La traviata die selbstzerstörerische Amneris, neben der leidenschaftlichen Leonora des Troubadours die gequälte Leonora der Macht des Schicksals, Othellos Desdemona und schließlich der König in Don Carlos: dies sind Rollen, in denen sich musikalische Präsentation und Gefühlstiefe in sonst kaum erreichter Weise zu einem theatralischen Gesamtkunstwerk vereinen.
Verdi war der Reformator der italienischen Oper. Sein Requiem (1874) steht den Opernkompositionen sehr nahe. Das gilt auch für seine lange Zeit unbeachteten Kunstlieder.
1864 wurde er als auswärtiges Mitglied in die Académie des Beaux-Arts und 1865 als assoziiertes Mitglied in die Académie royale des Sciences, des Lettres et des Beaux-Arts de Belgique aufgenommen. 1887 bekam er den Orden Pour le Mérite verliehen.
Der italienische Staat hat Verdis Geburtshaus in Le Roncole, das heute ein Museum beherbergt, zugleich mit den Geburtshäusern von Giacomo Puccini und Gioachino Rossini, mit dem Europäischen Kulturerbe-Siegel ausgezeichnet. Darüber hinaus ist er Namensgeber für das Verdi Inlet, eine Bucht an der Küste der antarktischen Alexander-I.-Insel, und für das darin befindliche Verdi-Schelfeis.
In New York City steht seit dem 12. Oktober 1906 eine vom sizilianischen Bildhauer Pasquale Civiletti erstellte Bronzestatue, die Giuseppe Verdi zeigt.

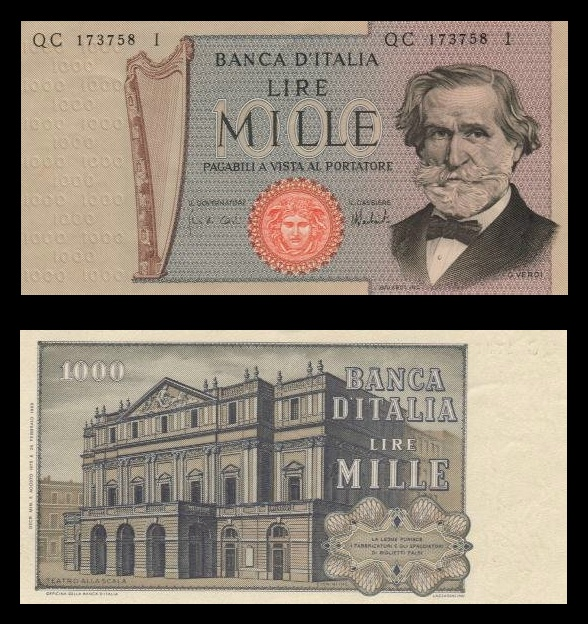
Verdi auf der italienischen 1000-Lire-Banknote, die zwischen 1969 und 1983 ausgegeben wurde

Giuseppe Verdi wurde auf zwei italienischen 1000-Lire-Banknoten abgebildet, die von der Banca d’Italia zwischen 1962 und 1969 sowie zwischen 1969 und 1983 ausgegeben wurden.

## Werke

### Opern
| Titel                                        | Libretto | Uraufführung      | Ort                                           | Bemerkung                                                                                       |
| -------------------------------------------- | --- | ----------------- | --------------------------------------------- | ----------------------------------------------------------------------------------------------- |
| Oberto conte di San Bonifacio                | Antonio Piazza und Temistocle Solera | 17. November 1839 | Mailand, Teatro alla Scala                    |                                                                                                 |
| Un giorno di regno, ossia Il finto Stanislao | Felice Romani | 5. September 1840 | Mailand, Teatro alla Scala                    | Bearbeitung des Librettos möglicherweise von Temistocle Solera                                  |
| Nabucco                                      | Temistocle Solera | 9. März 1842      | Mailand, Teatro alla Scala                    |                                                                                                 |
| I Lombardi alla prima crociata               | Temistocle Solera | 11. Februar 1843  | Mailand, Teatro alla Scala                    |                                                                                                 |
| Ernani                                       | Francesco Maria Piave | 9. März 1844      | Venedig, Teatro La Fenice                     |                                                                                                 |
| I due Foscari                                | Francesco Maria Piave | 3. November 1844  | Rom, Teatro Argentina                         |                                                                                                 |
| Giovanna d’Arco                              | Temistocle Solera | 15. Februar 1845  | Mailand, Teatro alla Scala                    |                                                                                                 |
| Alzira                                       | Salvadore Cammarano | 12. August 1845   | Neapel, Teatro San Carlo                      |                                                                                                 |
| Attila                                       | Temistocle Solera und Francesco Maria Piave | 17. März 1846     | Venedig, Teatro La Fenice                     |                                                                                                 |
| Macbeth                                      | Francesco Maria Piave, Ergänzungen von Andrea Maffei                                                                                            | 14. März 1847     | Florenz, Teatro della Pergola                 | Neufassung 1865                                                                                 |
| I masnadieri                                 | Andrea Maffei | 22. Juli 1847     | London, Queen’s Theatre                       |                                                                                                 |
| Jérusalem                                    | Alphonse Royer und Gustave Vaëz | 26. November 1847 | Paris, Académie Royale de Musique             | Umarbeitung von Lombardi                                                                        |
| Il corsaro                                   | Francesco Maria Piave | 25. Oktober 1848  | Triest, Teatro Grande                         |                                                                                                 |
| La battaglia di Legnano                      | Salvadore Cammarano | 27. Januar 1849   | Rom, Teatro Argentina                         |                                                                                                 |
| Luisa Miller                                 | Salvadore Cammarano | 8. Dezember 1849  | Neapel, Teatro San Carlo                      |                                                                                                 |
| Stiffelio                                    | Francesco Maria Piave | 16. November 1850 | Triest, Teatro Grande                         | Neufassung als Aroldo 1857                                                                      |
| Rigoletto                                    | Francesco Maria Piave | 11. März 1851     | Venedig, Teatro La Fenice                     |                                                                                                 |
| Il trovatore                                 | Salvadore Cammarano | 19. Januar 1853   | Rom, Teatro Apollo                            |                                                                                                 |
| La traviata                                  | Francesco Maria Piave | 6. März 1853      | Venedig, Teatro La Fenice                     |                                                                                                 |
| Les vêpres siciliennes                       | Eugène Scribe und Charles Duveyrier | 13. Juni 1855     | Paris, Théâtre Impérial de L’Opéra            |                                                                                                 |
| Simon Boccanegra                             | Francesco Maria Piave, Umarbeitung durch Arrigo Boito                                                                                           | 12. März 1857     | Venedig, Teatro La Fenice                     | zweite Fassung 1881                                                                             |
| Aroldo                                       | | 16. August 1857   | Rimini, Teatro Nuovo                          | Umarbeitung von Stiffelio                                                                       |
| Un ballo in maschera                         | Antonio Somma | 17. Februar 1859  | Rom, Teatro Apollo                            |                                                                                                 |
| La forza del destino                         | Francesco Maria Piave | 10. November 1862 | Sankt Petersburg, Kaiserliches Großes Theater | überarbeitete Fassung 1869                                                                      |
| Macbeth                                      | | 21. April 1865    | Paris, Théâtre-Lyrique                        | zweite Fassung, textliche Neufassung auf Italienisch, uraufgeführt in französischer Übersetzung |
| Don Carlos                                   | Joseph Méry und Camille du Locle | 11. März 1867     | Paris, Opéra                                  | französische Fassung in fünf Akten                                                              |
| La forza del destino                         | Antonio Ghislanzoni | 27. Februar 1869  | Mailand, Teatro alla Scala                    | überarbeitete Fassung                                                                           |
| Aida                                         | Antonio Ghislanzoni | 24. Dezember 1871 | Kairo, Khedivial-Opernhaus                    |                                                                                                 |
| Simon Boccanegra                             | Arrigo Boito | 24. März 1881     | Mailand, Teatro alla Scala                    | zweite Fassung                                                                                  |
| Don Carlos                                   | Überarbeitung des Librettos und neue Textfragmente von Camille du Locle, italienische Übersetzung von Achille de Lauzières und Angelo Zanardini | 10. Januar 1884   | Mailand, Teatro alla Scala                    | Fassung in vier Akten                                                                           |
| Otello                                       | Arrigo Boito | 5. Februar 1887   | Mailand, Teatro alla Scala                    |                                                                                                 |
| Falstaff                                     | Arrigo Boito | 9. Februar 1893   | Mailand, Teatro alla Scala                    |                                                                                                 |

Grau unterlegt: Neufassungen und Überarbeitungen

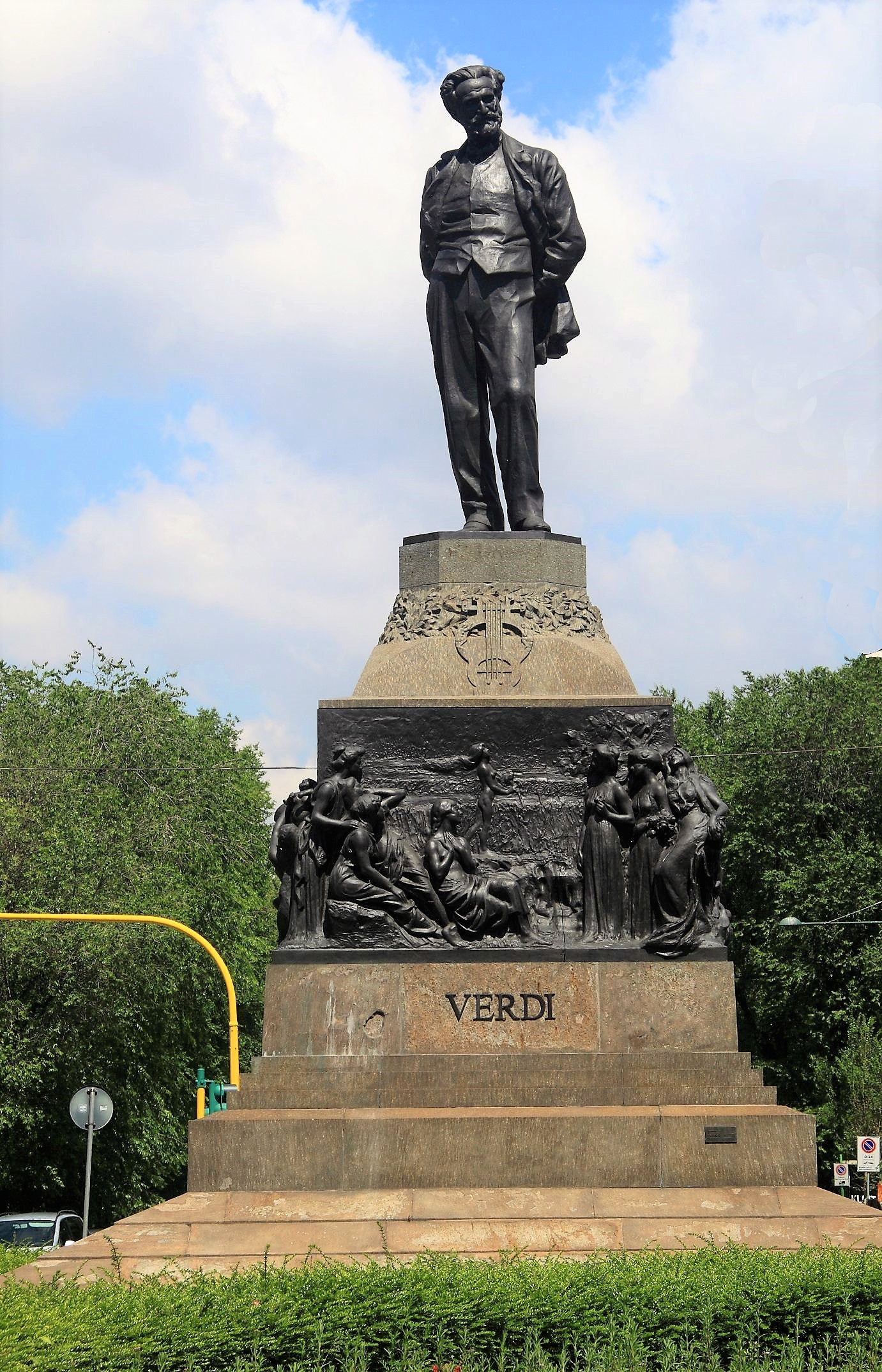
Verdi-Denkmal in Mailand

### Geistliche Musik
- Messa per Rossini, 1869 (mit zwölf weiteren Komponisten), postum veröffentlicht
- Messa da Requiem („Manzoni-Requiem“), 1874
- Pater noster für fünfstimmigen Chor, 1880
- Ave Maria für Sopran und Streichquartett, 1880
- Quattro pezzi sacri („Vier geistliche Stücke“) für Chor und Orchester, 1898
- Ave Maria für vierstimmigen Chor a cappella
- Messa Solenne (Messa di Gloria), 1833

### Kammermusik
- Sechs Romanzen für Singstimme und Klavier, 1838
- L’esule („Die Verbannte“) für eine Singstimme und Klavier, 1839
- La seduzione („Die Verführung“) für eine Singstimme und Klavier, 1839
- Notturno, Vokaltrio, 1839
- Album mit sechs Romanzen für eine Singstimme und Klavier, 1845
- Il poveretto („Der Bettler“), Romanze für eine Singstimme und Klavier, 1847
- La preghiera del poeta, 1858
- Il Brigidin, 1863
- Stornello für eine Singstimme und Klavier, 1869
- Streichquartett e-Moll, 1873
- Pietà Signor, 1894

### Kantaten
- Suona la tromba („Es schallt die Trompete“), 1848
- Inno delle nazioni („Hymne der Völker“), Kantate zur Weltausstellung London für eine hohe Solostimme, Chor und Orchester, 1862
- Notre ensemble („Unser Zusammenspiel“), 1865

### Diskografie
Operadis verzeichnet zwischen 1907 und 2009 insgesamt 2327 Einspielungen. Diese verteilen sich folgendermaßen auf die einzelnen Werke:

### Briefwechsel
Im Laufe seines Lebens schrieb Verdi an die 35.000 Briefe, eigenhändig und „immer in Eile“, etwa zwei Briefe täglich. Sie zeichnen sich durch ungewöhnliche Klarheit, hohes Temperament und einen sehr direkten Ton aus, der auch Derbheiten nicht aus dem Wege geht. Allein der Briefwechsel zwischen Verdi und seinem Librettisten Boito umfasst 276 Briefe.

## Die Casa Verdi in Mailand

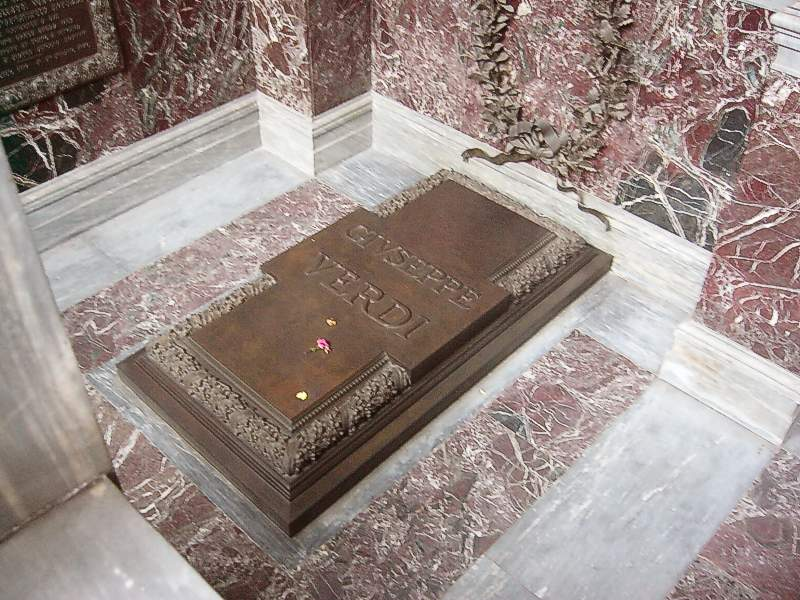
Verdis Grab in der Kapelle der Casa di Riposo in Mailand

Die Casa Verdi in Mailand (ital. Bezeichnung: La Casa di Riposo per Musicisti, an der Piazza Buonarroti) ist das von Verdi gestiftete Altenheim für ca. 60 Sängerinnen oder Musiker. Es ist noch heute in Betrieb und war Schauplatz des 1984 gedrehten Dokumentarfilms Il Bacio di Tosca von Daniel Schmid. Auf die Frage, was wohl seiner Meinung nach sein bestes Werk sei, soll Verdi geantwortet haben: „Das Altenheim in Mailand.“
Giuseppe Verdi wurde zunächst bescheiden auf dem Cimitero Monumentale bestattet, wurde dann aber am 26. Februar 1901 unter Anteilnahme von mehr als 300.000 Trauernden, die die heimliche Nationalhymne Italiens, den Gefangenenchor aus der Oper „Nabucco“, sangen, mit seiner Frau Giuseppina Strepponi in die Gruft des Altenheims überführt und dort bestattet.

## Instrumente
Als Giuseppe Verdi ein Kind war, spielte er im Haus Barezzi. Das Instrument, das er dort bespielte, war ein Klavier von Anton Tomaschek. Verdi war auch von den Klavieren von Johann Fritz angetan und bespielte in den Jahren 1851 (Rigoletto) bis 1871 (Aida) einen Wiener Hammerflügel mit 6 Pedalen von Fritz, der in der „Villa Verdi“, dem Wohnsitz des Komponisten in der italienischen Provinz Piacenza ausgestellt ist. 1857 spielte Verdi zur Einweihung des A.Galli-Theaters in Rimini auf einem Flügel von Joseph Danckh.

## Sonstiges
Italienische Patrioten besuchten Verdis Opern, weil sie dessen Namen kabbalistisch als Abkürzung (Initialwort) von Vittorio Emanuele Re D’Italia (König Viktor Emanuel) deuteten.

## Aufnahmen
- Richard Burnett. Giuseppe Verdi „Romanza“. Hammerflügel von Herschker 1845.